# Eminencia tenar
La eminencia tenar es una masa muscular de la mano humana, con forma de gota de agua, que constituye la base del pulgar. La piel que se asienta sobre esta región es el área que es estimulada en el examen médico para ejecutar el reflejo palmomentoniano.

## Músculos
La eminencia tenar está formada por cuatro músculos destinados al dedo pulgar, los cuales ejercen sus acciones a nivel de la articulación metacarpofalángica y carpometacarpiana del pulgar:
1. Flexor corto del pulgar. El flexor corto del pulgar se origina en el tubérculo del trapecio, retinaculo de los flexores y en la cara anterior del hueso grande trapecio y en el ligamento anular anterior del carpo, y su lugar de inserción es la primera falange y el sesamoideo externo. Su función es la flexión del dedo pulgar, por arrastre flexión metacarpiana, curveándolo hacia la palma de la mano.
2. Oponente del pulgar. El oponente del pulgar se origina en el tubérculo del trapecio, retinaculo de los flexores trapecio y el ligamento anular anterior del carpo, y su lugar de inserción es el borde externo del primer metacarpiano. Su función es oponer (aduce y rota internamente) o enfrentar el pulgar a la palma de la mano y a los demás dedos.
3. Abductor corto del pulgar. El abductor corto del pulgar se origina en el hueso escafoides y el ligamento anular anterior y su lugar de inserción es la primera falange del pulgar y el sesamoideo externo. Su función es separar o alejar el pulgar de la mano.
4. Aductor del pulgar (M. Adductor pollicis brevis). Es el músculo más profundo de todos los intrínsecos, y el único que toma su origen en la primera fila del carpo. Se inicia en el tubérculo del escafoides y en el retináculo de los flexores. Sigue un trayecto hacia abajo y afuera cubriendo al oponente, hasta llegar al tubérculo externo de la base del pulgar.

## Inervación
Los músculos de la eminencia tenar son inervados por el nervio mediano menos el aductor del pulgar que es inervado por el nervio cubital , provenientes del plexo braquial.

## Patología
En ciertas malformaciones congénitas, como el pulgar flotante, es posible notar una reducción o ausencia de la eminencia tenar por falta de uno o varios músculos, o bien por defectos en la circulación sanguínea debido a la ausencia de la arteria radial, por ejemplo. La atrofia de los músculos de la palma de la mano es también un signo del síndrome compresivo del túnel del carpo.
Una de las manifestaciones clínicas de la agranulocitosis, un trastorno hematológico grave, es la aparición de edema, rubor y, con el paso de los días, necrosis de la palma de la mano, en especial la eminencia tenar.
En la cirrosis hepática puede estar presente un enrojecimiento de las eminencias tenar e hipotenar, que se conoce como eritema palmar.

## Sinónimos
Cabe señalar que palabras sinónimas para referirse a esta parte de la mano en el lenguaje coloquial: mollete (en la zona de Andalucía) o mollete del dedo gordo o mollete gordo por su parecido con el pan redondo y pequeño mollete, jamoncillo del dedo gordo o jamoncito del dedo gordo (en la zona de Castilla y León y Extremadura) por su parecido a una pieza de jamón .